# Vadu Crișului
Vadu Crișului é uma comuna romena localizada no distrito de Bihor, na região histórica da Crișana (parte da Transilvânia). A comuna possui uma área de 74.70 km² e sua população era de 4276 habitantes segundo o censo de 2007.